# كلينتون سميث (كرة سلة)
كلينتون سميث (بالإنجليزية: Clinton Smith)‏ مواليد 19 يناير 1964 في كليفلاند، هو لاعب كرة سلة أمريكي معتزل بدأ مسيرته الاحترافية في سنة 1986. تم اختياره من قبل فريق غولدن ستايت ووريورز خلال الدرافت. يبلغ طوله 6 قدم 6 بوصة (2.0 م). اعتزل اللعب في 1997.

## المسيرة الاحترافية
لعب مع غولدن ستايت ووريورز في موسم 1986–1987، ثم لعب مع ليموج سي إس بي في الدوري الفرنسي في سنة 1990، ثم لعب مع واشنطن ويزاردز في سنة 1991.

## روابط خارجية
- كلينتون سميث على موقع إن بي أي (الإنجليزية)
- كلينتون سميث على موقع سبورتس رفرنس (الإنجليزية)
- كلينتون سميث على موقع كلية كرة السلة في سبورتس رفرنس.كوم (الإنجليزية)
- كلينتون سميث على موقع ريلجم (الإنجليزية)
- كلينتون سميث على موقع بروبوليرز (الإنجليزية)